# Plesiophrictus tenuipes
Plesiophrictus tenuipes är en spindelart som beskrevs av Pocock 1899. Plesiophrictus tenuipes ingår i släktet Plesiophrictus och familjen fågelspindlar.
Artens utbredningsområde är Sri Lanka. Inga underarter finns listade i Catalogue of Life.